# Боскан, Хуан

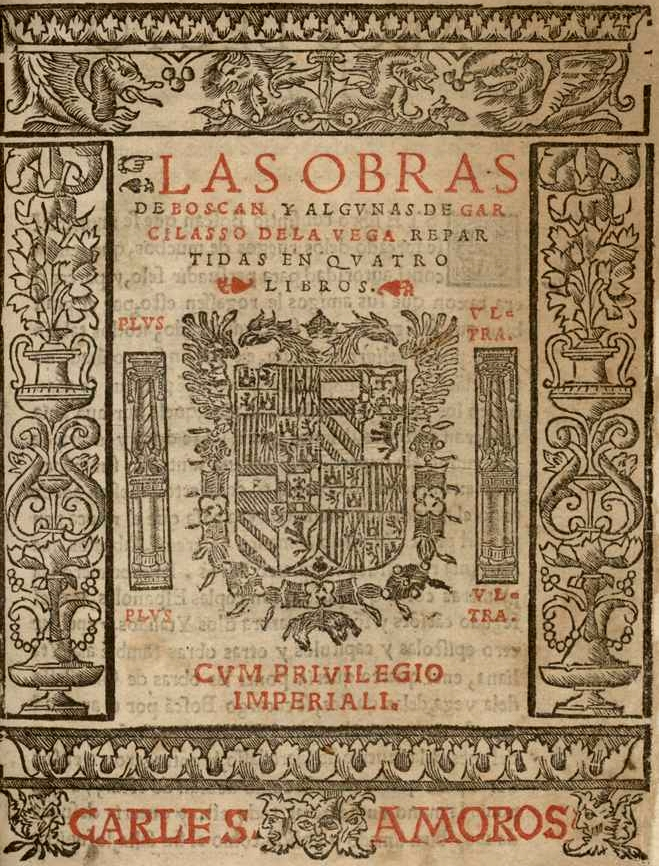
Издание сочинений Боскана и Гарсиласо де ла Веги. 1543

Хуа́н Боска́н Альмога́вер (исп. Juan Boscán Almogáver, кат. Joan Boscà i Almogàver, ок. 1490, Барселона — 21 сентября 1542, Перпиньян) — испанский поэт-новатор.

## Биография
Из знатной семьи, рано потерял отца (1492). Получил блестящее образование. С 1507 года служил при дворе Католических королей, а затем императора Карлоса I. С 1522 года служил наставником герцога Альбы. При дворе познакомился и сдружился с Диего Уртадо де Мендосой, они обменялись дружескими посланиями, оба из которых стали впоследствии выдающимися памятниками испанской поэзии.
Воевал с турками в 1530 году на острове Родос и в 1532 году в Вене. Был испанским послом в Италии, подружился там с Гарсиласо де ла Вегой.

## Творчество
Авторитетом и ориентиром для Боскана была поэзия Аузиаса Марка. Под известным влиянием посла Венеции при испанском дворе, гуманиста Андреа Наваджеро Боскан обратился к итальянской лирике и традициям Петрарки. Он обогатил испанскую поэзию десятисложным стихом, разработанными формами сонета, терцины, октавы и др. В виде послания к герцогине де Сома опубликовал манифест итальянизирующей школы, ставший знаменем новой эстетики испанского Возрождения. Противостоявшую космополитизму Боскана, Гарсиласо и Уртадо де Мендосы традиционалистскую школу, придерживавшуюся народных форм песенной лирики, возглавлял Кристобаль де Кастильехо.
В поэме «Геро и Леандр» Боскан дал пример поэтической разработки античных сюжетов. Он перевёл книгу диалогов Бальдассаре Кастильоне «О придворном» (1534), издание имело большой успех. Готовил к выпуску том сочинений Гарсиласо, но не успел довести задуманное до конца. Предприятие завершила вдова Боскана, знатная и образованная валенсианка Ана Хирон де Ребольедо, выпустив в Барселоне том сочинений обоих авторов (1543).

## Публикации на русском языке
- Поэзия испанского Возрождения/ Сост. и коммент. В. С. Столбова. М.: Художественная литература, 1990, с.66-77
- Сонет в переводе Валерия Перелешина